# Výprosa
Výprosa (lat. precarium) je smluvní typ upravující přenechání věci k užití jinému, podobající se výpůjčce, liší se od ní ale tím, že není předem dohodnuta doba ani účel bezplatného vypůjčení věci. Půjčitel tak může po tzv. výprosníkovi (prekaristovi) požadovat vrácení věci kdykoli.
Prekarium existovalo už v římském právu, původně ještě jako neprávní vztah, protože půjčitel neměl vůči prekaristovi žádné povinnosti, později již došlo díky zásahům praetora ke změně chápání a výprosa začala být pojímána jako klasická smlouva, reálný kontrakt nepojmenovaný. Upravena byla také v § 974 všeobecného zákoníku občanského, ovšem opět ne jako smlouva, ale jen jako nezávazný akt vypůjčení věci. Do českého práva se výslovně vrátila prostřednictvím nového občanského zákoníku, kde je obsažena v § 2189–2192, ačkoli i dříve se vyskytovala v judikatuře soudů.
Ve starém českém právu byla výprosa (od „vyprositi“) odúmrť, kterou si výprosník vyprosil od krále (panovníka), přičemž však pojem výprosa byl v jistém slova smyslu identický s termínem „výsluha“ a výrazy „vysloužiti“ a „vyprositi“ byly používány promiscue: „ktož jest vyprosil a vyslúžil…“, „…zboží, které jest vyprošeno … anebo ten, ktož jest to vyslúžil…“ „…dědiny, které jsou na králi vyslouženy neb vyprošeny“. V lenním právu (u královských manství) to bylo později upraveno tak, že kdo obdržel výprosu a během jednoho roku se nedostal do úplné držby, tomu mohl král výprosu opět odejmout. Tak se dalo udělit v podstatě cokoliv (třeba i úřad, vysocí královští úředníci si už za svého života vyprošovali úřady i pro své potomky) a pro zamezení tohoto nešvaru bylo v Praze v roce 1497 přijato usnesení, že kdo by úřad získal od krále takovýmto způsobem, ten by ztratil nejenom čest, ale i statek a život.